# Retrospec
Retrospec är en grupp spelutvecklare som släpper bearbetade utgåvor av äldre spelklassiker. Retrospec bildades år 1999 av bl.a. Jeff Braine, Richard Jordan. Spel som utgivits är bl.a. Manic Miner, Jetpac, Atic Atac och Head over Heels.